# Lingue castigliane
Le lingue castigliane sono un ramo delle lingue iberiche occidentali parlate nella penisola iberica e in America.

## Distribuzione geografica
La lingua castigliana più diffusa è la lingua spagnola, con quasi 330 milioni di locutori nel mondo. Oltre alla Spagna, da cui ha origine, è parlata in buona parte del continente americano, dove si trova la maggior parte dei locutori.
Le altre lingue castigliane hanno una diffusione molto più limitata, sia geograficamente che in termini di locutori. La lingua estremegna è parlata da circa 200 000 persone tra Spagna e Portogallo. Per la lingua giudeo-spagnola, chiamata anche ladino, si stimano circa 100 000 locutori in Israele, ma l'idioma è parlato anche nelle comunità ebraiche di altri paesi. 

## Classificazione
Secondo l'edizione 2009 di Ethnologue, le lingue castigliane comprendono i seguenti idiomi:
- Castigliano
  - giudeo-spagnolo o giudesmo
  - spagnolo
- Varianti di tranzione tra il castigliano e l'asturo-leonese.
  - cantabrico
  - estremegno